# Bergebalken

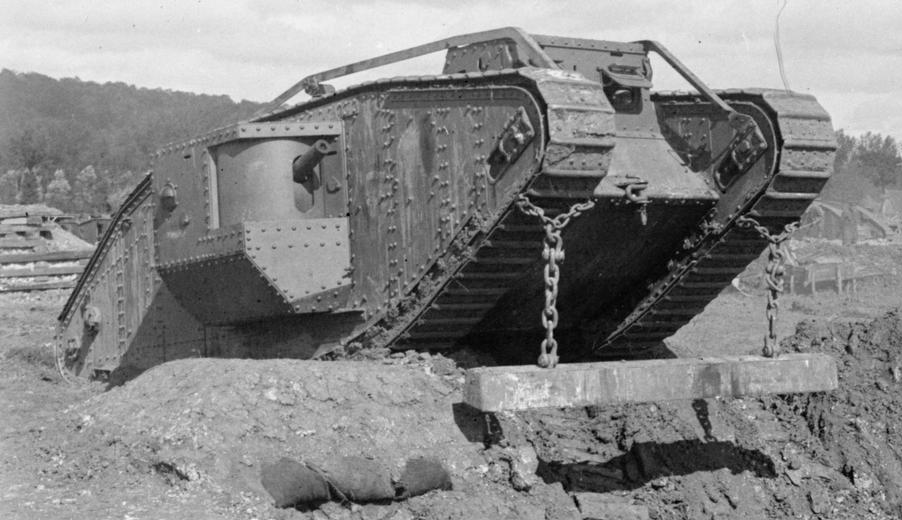
Mark IV Panzer mit an den Gleisketten angekettetem Bergebalken

Der Bergebalken (englisch unditching beam) ist ein Hilfsmittel zur Bergung von Fahrzeugen, das bei festgefahrenen Kettenfahrzeugen genutzt werden kann.

## Hintergrund

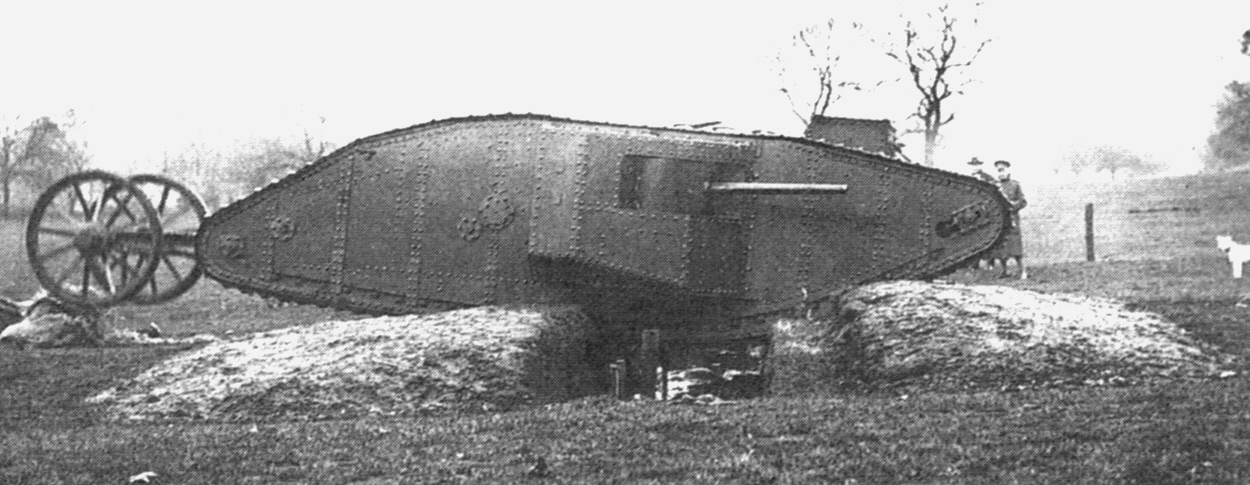
Mark I Panzer mit Stützrollen hinten

Die Fahreigenschaften der ersten Panzer im Gelände waren für die Gefechtsfelder des Ersten Weltkrieges oft ungenügend. 1915 brachte man bei den Modellen Little Willie und Mark I Stützräder mit Steuerung am Heck an, um die Geländefahreigenschaften zu verbessern. Bei den Modellen Mark II  und Mark III  entfielen diese als unpraktisch empfundenen Stütz- und Steuerräder.

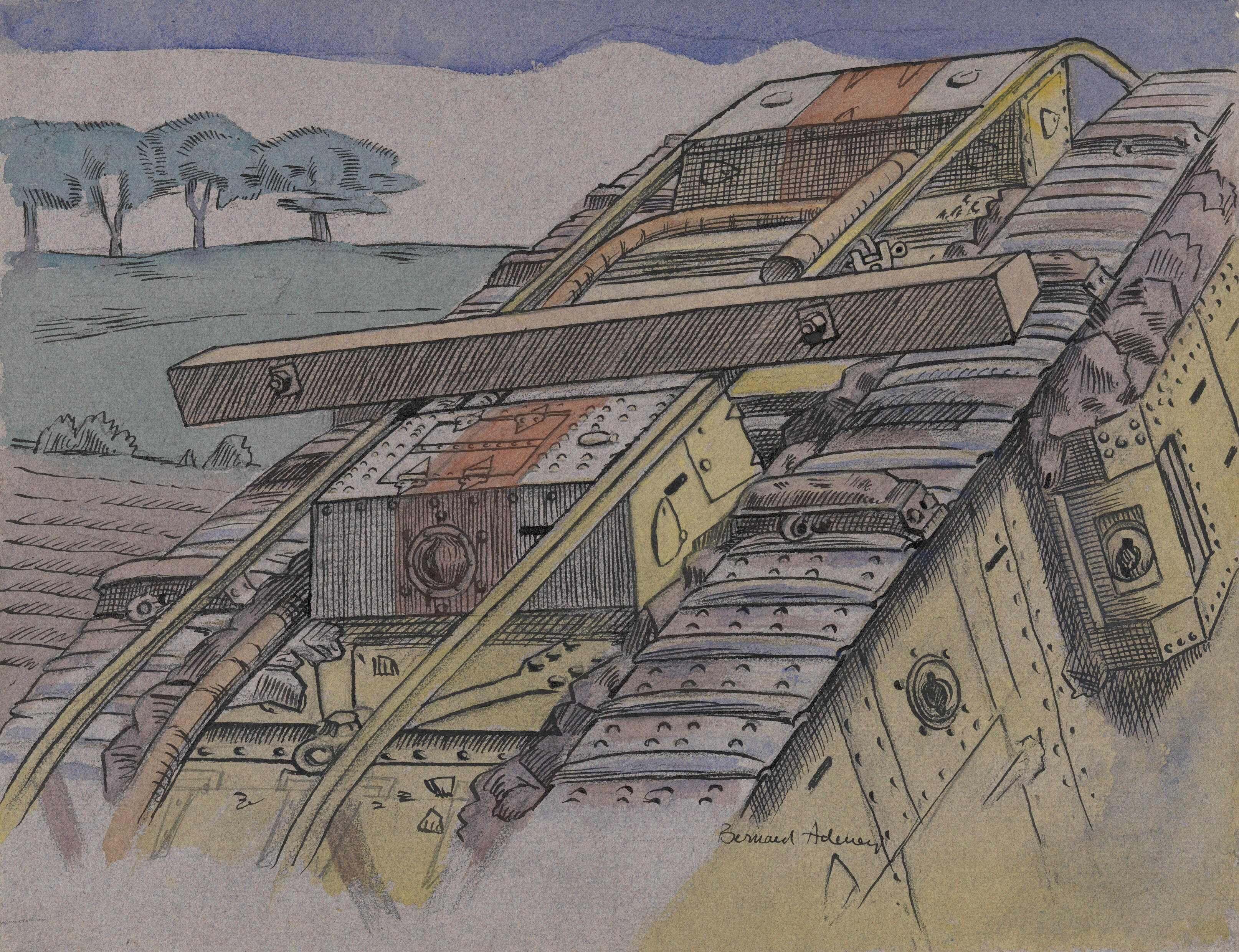
Bergebalken als Dachlast bei Mark IV

Bergebalken erschienen zuerst bei dem Panzermodell Mark IV. Die Schlachtfelder der Westfront waren aufgewühlte Schlamm- und Kraterlandschaften durchsetzt mit Stacheldraht und Trümmern. Das Risiko der frühen Panzer, sich in diesem Gelände festzufahren war sehr groß und bereits die ersten Konstruktionen der britischen Panzer trug dem durch die umlaufenden Gleisketten Rechnung. Die Bergebalken wurden auf dem Panzerdach auf zwei Trägerschienen mitgeführt. Sie konnten mit Zwischenketten an den umlaufenden Antriebsketten des Panzers verbunden werden. Dadurch konnten die Bergebalken mit dem Kettenvortrieb unter die Panzer gezogen werden.

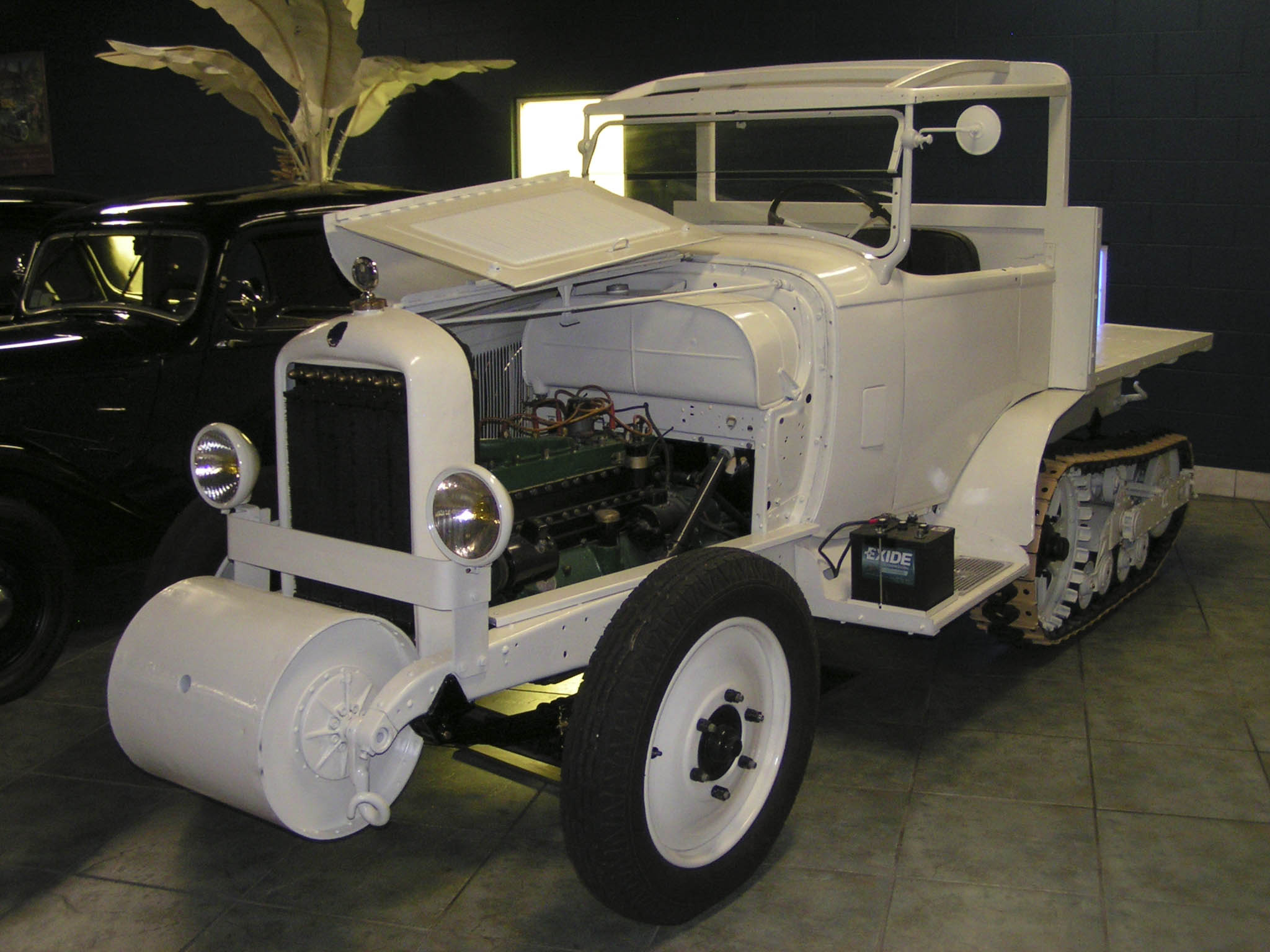
Citroën-Kégresse P19 mit Geländefahrzeugstützrolle

Als permanent installierte Bergehilfe wurden später Rollen an Fahrzeugen angebracht, um die Geländetauglichkeit zu verbessern. In den 1920er Jahren wurden die Geländefahrzeugstützrollen (englisch unditching roller) bei mehreren militärischen Modellen von Halbkettenfahrzeugen und Radfahrzeugen verwendet. Dazu sind beispielsweise Citroën-Kégresse P19 und SOMUA MCG sowie M3 Scout Car bekannt. Beim Laffly S 35 T waren Geländefahrzeugstützrollen an der Frontseite sowie zwischen Vorder- und Hinterachse vorhanden. Beim Einheits-PKW der Wehrmacht Typ Horch 901 wurden zwischen Vorder- und Hinterachse die beweglich angebrachten Reserveräder als Geländefahrzeugstützrollen genutzt.

## Beschreibung von Bergebalken
Es handelt sich dabei in der Regel um stabile, gerade gewachsene, entastete Baumstämme, oder um gesägte Balken aus Holz, die gegebenenfalls mit Stahl verstärkt wurden. Die Querschnitte der Bergebalken von rund bis rechteckig sind meist variabel; lediglich zu den frühen eichenen Bergebalken des Mark-IV-Panzer sind als Merkmal die trapezförmigen Querschnitte noch nach Jahrzehnten erkennbar.

## Anwendung von Bergebalken

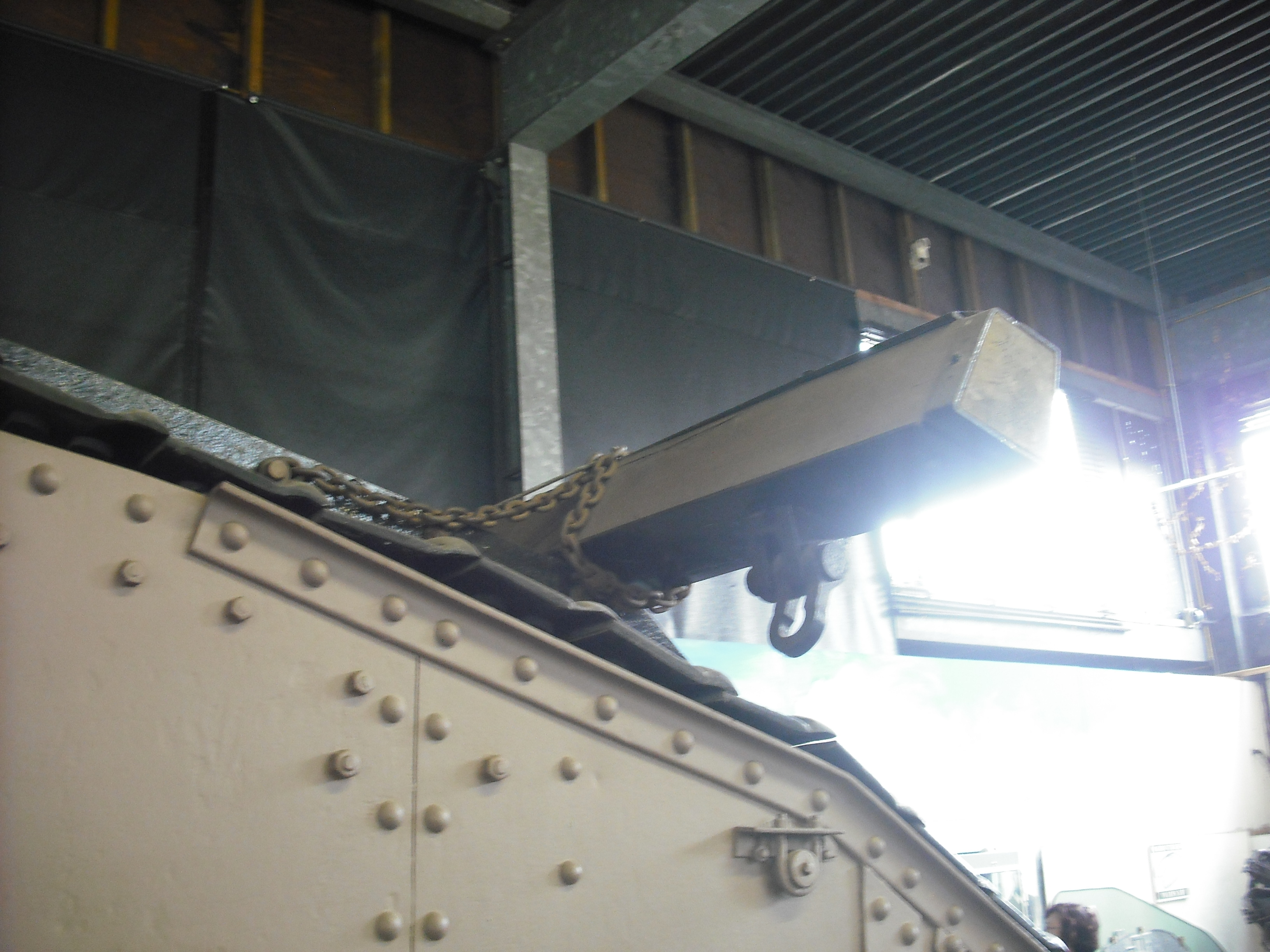
Bergebalken (engl. unditching beam) mit Ketten am Mark IV Panzer

Vorteilhaft für den Einsatz bei militärischen Fahrzeugen ist die einfache Beschaffung und die verschiedenen Möglichkeiten mit denen Bergebalken zum Einsatz gebracht werden können.

### Selbstbergung
Mithilfe der Bergebalken können steckengebliebene Kettenfahrzeuge schnell und selbstständig wieder fahrbereit gemacht werden, ohne auf andere Bergefahrzeuge warten zu müssen.
Um ein steckengebliebenes Kettenfahrzeug zu befreien, wird der Bergebalken quer zur Fahrtrichtung vorne oder hinten an das Fahrzeug gelegt. Mithilfe der Ketten wird der Balken auf beiden Fahrzeugseiten an den Gleisketten befestigt. Wird das Kettenlaufwerk in Gang gesetzt, wird der Bergebalken unter dem Kettenfahrzeug entgegen der Fahrtrichtung entlanggezogen. Der quer liegende Balken liefert dem Fahrzeug zusätzliche Traktion und somit erhält es Vortrieb.

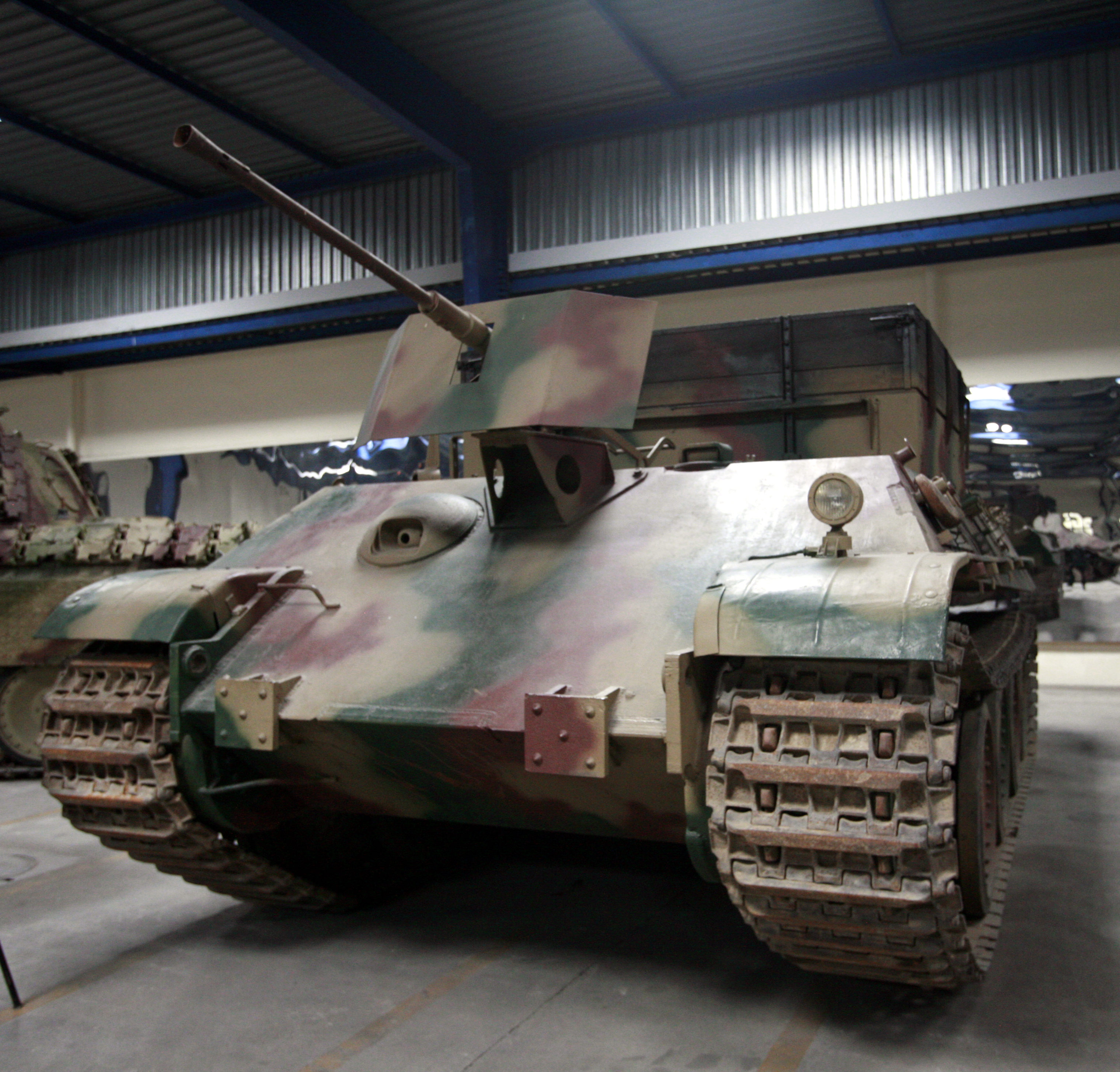
Bergepanther im Musée des Blindés (Frankreich) mit zwei Stoßplatten zum Ansetzen eines Bergebalkens

### Schubstange
Eine weitere Möglichkeit ist das Schieben eines havarierten Fahrzeugs mithilfe des Bergebalkens. Hierbei wird der Balken der Länge nach zwischen Bergefahrzeug und festsitzendem Fahrzeug eingesetzt. Somit wird die Schubkraft des Bergefahrzeuges auf das liegengebliebene Fahrzeug übertragen, ohne das Bergefahrzeug unmittelbar an die Stelle mit dem problematischen Untergrund heranführen zu müssen. An einigen Bergepanthern wurden zu diesem Zweck Stoßplatten an der Vorderseiten angebracht.

### Seilzug-Anker
Bergebalken können auch eingesetzt werden, indem sie zwischen anderen Objekten verkeilt werden und dann bei der Bergung als Ankerpunkt für ein Seil, eine Seilwinde oder Umlenkrolle genutzt werden, um ein Fahrzeug zu bergen.

## Einsatz von Bergebalken

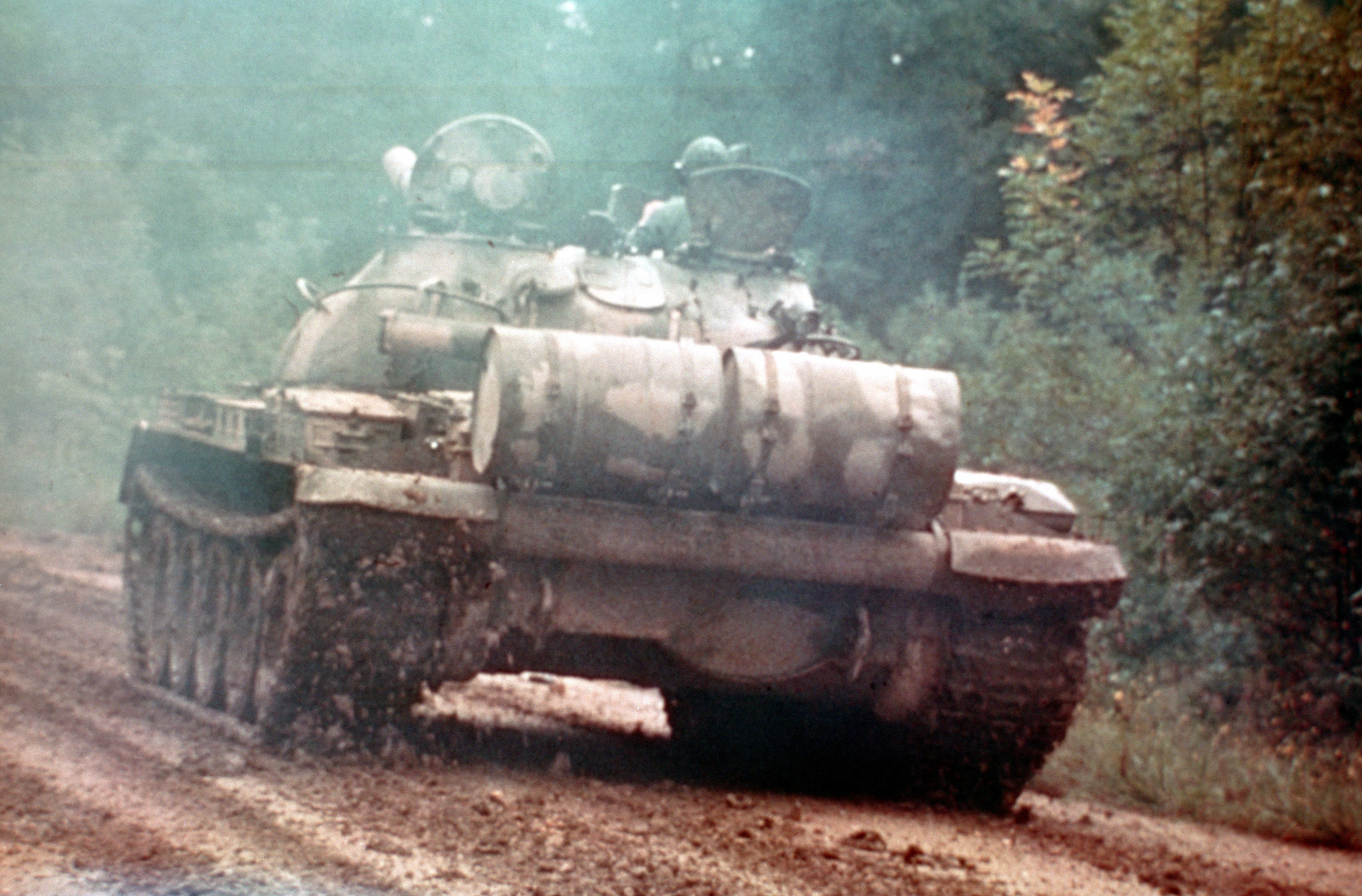
Bergebalken unter Treibstofftonnen am Heck eines T-62 Panzers

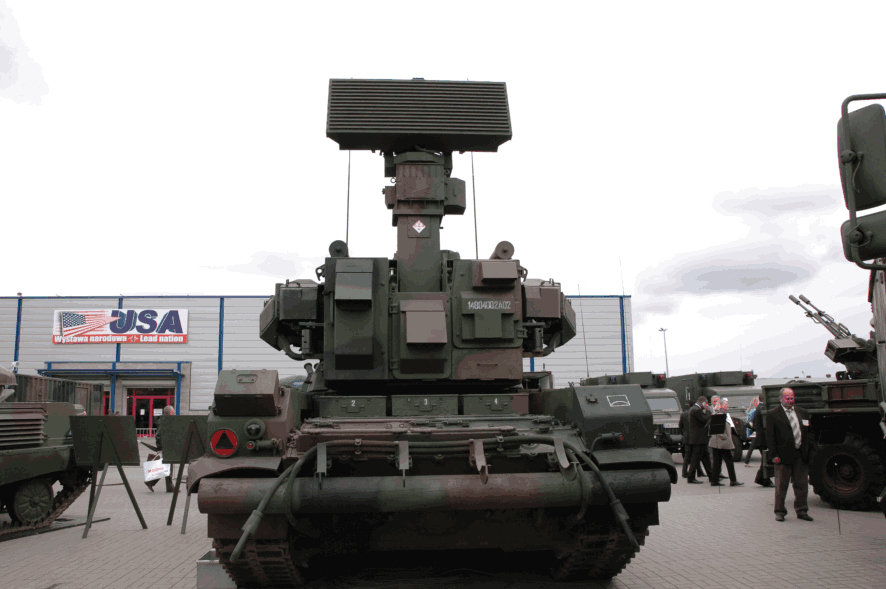
Bergebalken am Heck des Flugabwehrkanonen Systems PZA Loara

Während des Ersten Weltkrieges war es ein gängiges Bergemittel, das bei den meisten Rhomboid-Panzern zur Ausrüstung gehört.
Da zu Beginn des Zweiten Weltkrieges vermehrt Turmpanzer zum Einsatz kamen und die ersten Schlachten nicht sehr lange dauerten, sieht man in diesen frühen Jahren dieses Krieges wenige Fahrzeuge mit einem Bergebalken. Erst in der späteren Phase des Zweiten Weltkrieges, nach dem Angriff auf die Sowjetunion, findet man wieder vermehrt Bergebalken. Zu dieser Zeit kamen neue schwere Panzer zum Einsatz, welche mit den Zugeinrichtungen der Instandsetzungseinheiten kaum zu bergen waren. Infolgedessen führten zum Beispiel spätere deutsche Bergepanzer grundsätzlich einen Bergebalken mit rechteckigem Querschnitt mit.
Aufgrund der geographischen Verhältnisse in Osteuropa mit Schlammperioden im Frühjahr und Herbst sieht man auch heute noch Bergebalken bei Panzern russischer Bauart.